# Ograjden, Dobrici
Ograjden (în bulgară Огражден, în română Hasarlâc) este un sat în comuna Gheneral-Toșevo, regiunea Dobrici, Dobrogea de Sud, Bulgaria. 
Între anii 1913-1940 a făcut parte din plasa Casim a județului Caliacra, România. Satul era locuit în majoritate de ruși și turci. Lângă localitate a mai existat o așezare (azi dispărută) numită Poreaz în timpul administrației românești și Gornyak în bulgară, cu populație majoritară românească.

## Demografie
Componența etnică a satului Ograjden
     Bulgari (100%)
     Nicio identificare (0%)
     Altele (0%)
La recensământul din 2011, populația satului Ograjden era de 4 locuitori. Din punct de vedere etnic, toți locuitorii erau bulgari.